# A Liverpool FC 1894–1895-ös szezonja
A Liverpool FC először kezdhette meg az élvonalban a bajnoki küzdelmeket 1894. szeptember 1-jén, de a szezon nem úgy alakult, ahogy a szurkolók remélték. Bár az első hazai mérkőzésre rekordnak számító 20 ezer néző látogatott ki, az eredmények láttán hamarosan leapadt a létszám. Az első, bajnokságban lejátszott Mersey-parti rangadóra azért ismét megtelt a stadion, több, mint 30 ezren zsúfolódtak össze. A szezon során az átlagnézőszám 11 529 fő volt, a bajnokságban ennél valamivel magasabb, 12 466 fő. A legnagyobb győzelmet a Nottingham Forest FC 5-0-s legyőzése jelentette, míg a legsúlyosabb vereség ugyancsak 5-0 volt, az Aston Villa FC ellen. A csapat mindössze 1,7 gólt szerzett mérkőzésenként, és az idényt az utolsó helyen zárta. Végül a Bury elleni osztályozón búcsúztak az élvonaltól. Az FA Kupában sem termett sok babér, a második forduló jelentette a végállomást.

## Igazolások
Érkezők:
| Dátum             | Név            | nemzetiség | Honnan                 | Ár         |
| ----------------- | -------------- | ---------- | ---------------------- | ---------- |
| 1894              | John Drummond  | skót       | Sheffield United FC    | ismeretlen |
| 1894              | Jimmy Ross     | skót       | Preston North End      | 75 font    |
| 1894              | John Curran    | skót       | Celtic FC              | ismeretlen |
| 1894              | William McCann | skót       | Abercorn FC            | ismeretlen |
| 1894. május 8.    | James Cameron  | skót       | Glasgow Rangers FC     | ismeretlen |
| 1894. június      | Neil Kerr      | skót       | Glasgow Rangers FC     | ismeretlen |
| 1894. október 10. | John McLean    | skót       | Greenock Volunteers    | ismeretlen |
| 1894. november 2. | David Hannah   | ír         | Sunderland FC          | ismeretlen |
| 1895. január      | Billy Dunlop   | skót       | Abercorn FC            | 35 font    |
| 1895              | James Cleland  | skót       | Edinburgh St Bernard's | ismeretlen |
| 1895. január 18.  | Tom Wilkie     | skót       | Hearts FC              | ismeretlen |
| 1895. március     | Frank Becton   | angol      | Preston North End      | 100 font   |

Távozók:
| Dátum         | Név            | nemzetiség | Hova                | Ár         |
| ------------- | -------------- | ---------- | ------------------- | ---------- |
| 1894          | Patrick Gordon | skót       | Blackburn Rovers FC | ismeretlen |
| 1894          | Douglas Dick   | skót       | Third Lanark        | ismeretlen |
| 1894          | Billy McOwen   | angol      | Blackpool FC        | ismeretlen |
| 1894. június  | James Stott    | angol      | Grimsby Town FC     | ismeretlen |
| 1895          | James McBride  | skót       | Ardwick FC          | ismeretlen |
| 1895          | John Givens    | skót       | Paisley Abercorn FC | ismeretlen |
| 1895. március | William McCann | skót       | Paisley Celtic FC   | ismeretlen |

## Division 1

### Mérkőzések
| 1894. szeptember 1. |

| Blackburn Rovers FC | 1-1 | Liverpool FC        |
| ------------------- | --- | ------------------- |
| ?                   |     | 25' Thomas Bradshaw |

| Ewood Park, Blackburn (Anglia) Nézőszám: 12000 |

Felállás: 1  	 William McCann
2 	 Andrew Hannah
3 	 Duncan McLean
4 	 John McCartney
5 	 Joe McQue
6 	 Matt McQueen
7 	 Patrick Gordon
8 	 Malcolm McVean
9 	 John Givens
10 	 Thomas Bradshaw
11 	 John Drummond
| 1894. szeptember 3. |

| Burnley FC | 3-3 | Liverpool FC                                        |
| ---------- | --- | --------------------------------------------------- |
| ?          |     | 10' Patrick Gordon 48' Thomas Bradshaw Hugh McQueen |

| Turf Moor, Burnley (Anglia) Nézőszám: 10000 |

Felállás: 1  	 William McCann
2 	 Andrew Hannah
3 	 Duncan McLean
4 	 John McCartney
5 	 Joe McQue
6 	 Matt McQueen
7 	 Patrick Gordon
8 	 Malcolm McVean
9 	 John Givens
10 	 Thomas Bradshaw
11 	 Hugh McQueen
| 1894. szeptember 8. |

| Liverpool FC        | 1-2 | Aston Villa FC |
| ------------------- | --- | -------------- |
| Thomas Bradshaw 20' |     | ?              |

| Anfield Stadion, Liverpool (Anglia) Nézőszám: 20000 |

Felállás: 1  	 William McCann
2 	 Andrew Hannah
3 	 Duncan McLean
4 	 John McCartney
5 	 Joe McQue
6 	 Matt McQueen
7 	 Patrick Gordon
8 	 Malcolm McVean
9 	 John Givens
10 	 Thomas Bradshaw
11 	 Hugh McQueen
| 1894. szeptember 13. |

| Liverpool FC | 1-2 | Bolton Wanderers FC |
| ------------ | --- | ------------------- |
| Jimmy Ross   |     | ?                   |

| Anfield Stadion, Liverpool (Anglia) Nézőszám: 6000 |

Felállás: 1  	 William McCann
2 	 Andrew Hannah
3 	 Duncan McLean
4 	 John McCartney
5 	 Joe McQue
6 	 Matt McQueen
7 	 Patrick Gordon
8 	 Jimmy Ross
9 	 Neil Kerr
10 	 Thomas Bradshaw
11 	 Hugh McQueen
| 1894. szeptember 15. |

| West Bromwich Albion FC | 5-0 | Liverpool FC |
| ----------------------- | --- | ------------ |
| ?                       |     |              |

| Stoney Lane, Birmingham (Anglia) Nézőszám: 6000 |

Felállás: 1  	 William McCann
2 	 Andrew Hannah
3 	 Duncan McLean
4 	 John McCartney
5 	 Joe McQue
6 	 James McBride
7 	 Patrick Gordon
8 	 Jimmy Ross
9 	 John Givens
10 	 Thomas Bradshaw
11 	 Hugh McQueen
| 1894. szeptember 22. |

| Liverpool FC                        | 2-2 | Blackburn Rovers FC |
| ----------------------------------- | --- | ------------------- |
| Malcolm McVean 49' Hugh McQueen 54' |     | ?                   |

| Anfield Stadion, Liverpool (Anglia) Nézőszám: 14000 |

Felállás: 1  	 William McCann
2 	 Andrew Hannah
3 	 Duncan McLean
4 	 John McCartney
5 	 Joe McQue
6 	 Matt McQueen
7 	 Malcolm McVean
8 	 Jimmy Ross
9 	 John Drummond
10 	 Thomas Bradshaw
11 	 Hugh McQueen
| 1894. szeptember 29. |

| Wolverhampton Wanderers FC | 3-1 | Liverpool FC         |
| -------------------------- | --- | -------------------- |
| ?                          |     | ' (11-es) Jimmy Ross |

| Molineux, Wolverhampton (Anglia) Nézőszám: 4000 |

Felállás: 1  	 William McCann
2 	 Andrew Hannah
3 	 Duncan McLean
4 	 John McCartney
5 	 Joe McQue
6 	 Matt McQueen
7 	 Neil Kerr
8 	 Jimmy Ross
9 	 Malcolm McVean
10 	 Thomas Bradshaw
11 	 John Drummond
| 1894. október 6. |

| Liverpool FC                      | 2-2 | Sheffield United FC |
| --------------------------------- | --- | ------------------- |
| Neil Kerr 25' Thomas Bradshaw 44' |     | ?                   |

| Anfield Stadion, Liverpool (Anglia) Nézőszám: 12000 |

Felállás: 1  	 William McCann
2 	 Andrew Hannah
3 	 James Cameron
4 	 John McCartney
5 	 Joe McQue
6 	 James McBride
7 	 Neil Kerr
8 	 Jimmy Ross
9 	 Arthur Worgan
10 	 Thomas Bradshaw
11 	 Hugh McQueen
| 1894. október 13. |

| Everton FC | 3-0 | Liverpool FC |
| ---------- | --- | ------------ |
| ?          |     |              |

| Goodison Park, Liverpool (Anglia) Nézőszám: 44000 |

Felállás: 1  	 William McCann
2 	 Andrew Hannah
3 	 Duncan McLean
4 	 John McCartney
5 	 Joe McQue
6 	 James McBride
7 	 Neil Kerr
8 	 Jimmy Ross
9 	 Malcolm McVean
10 	 Thomas Bradshaw
11 	 Hugh McQueen
| 1894. október 20. |

| Liverpool FC       | 2-0   | Stoke City FC |
| ------------------ | ----- | ------------- |
| Jimmy Ross 42' 50' | (1-0) |               |

| Anfield Stadion, Liverpool (Anglia) Nézőszám: 8000 |

Felállás: 1  	 William McCann
2 	 Andrew Hannah
3 	 Duncan McLean
4 	 John McCartney
5 	 Joe McQue
6 	 James McBride
7 	 Neil Kerr
8 	 Jimmy Ross
9 	 John Givens
10 	 Thomas Bradshaw
11 	 Hugh McQueen
| 1894. október 24. |

| Aston Villa FC | 5-0 | Liverpool FC |
| -------------- | --- | ------------ |
| ?              |     |              |

| Villa Park, Birmingham (Anglia) Nézőszám: 5000 |

Felállás: 1  	 William McCann
2 	 Andrew Hannah
3 	 Duncan McLean
4 	 John McCartney
5 	 James Cameron
6 	 James McBride
7 	 Neil Kerr
8 	 Jimmy Ross
9 	 Hugh Henderson
10 	 Thomas Bradshaw
11 	 Hugh McQueen
| 1894. november 3. |

| Liverpool FC | 0-3 | Burnley FC |
| ------------ | --- | ---------- |
|              |     | ?          |

| Anfield Stadion, Liverpool (Anglia) Nézőszám: 8000 |

Felállás: 1  	 William McCann
2 	 John Curran
3 	 Duncan McLean
4 	 John McCartney
5 	 Joe McQue
6 	 James Cameron
7 	 Neil Kerr
8 	 Jimmy Ross
9 	 Hugh Henderson
10 	 Thomas Bradshaw
11 	 Hugh McQueen
| 1894. november 10. |

| Stoke City FC | 3-1 | Liverpool FC |
| ------------- | --- | ------------ |
| ?             |     | Neil Kerr    |

| Victoria Ground, Stoke (Anglia) Nézőszám: 4000 |

Felállás: 1  	 William McCann
2 	 Andrew Hannah
3 	 Duncan McLean
4 	 John McCartney
5 	 Joe McQue
6 	 John McLean
7 	 Neil Kerr
8 	 Jimmy Ross
9 	 Thomas Bradshaw
10 	 David Hannah
11 	 John Drummond
| 1894. november 17. |

| Liverpool FC                            | 2-2 | Everton FC |
| --------------------------------------- | --- | ---------- |
| David Hannah 55' Jimmy Ross 90' (11-es) |     | ?          |

| Anfield Stadion, Liverpool (Anglia) Nézőszám: 30000 |

Felállás: 1  	 Matt McQueen
2 	 Andrew Hannah
3 	 Duncan McLean
4 	 John McCartney
5 	 Joe McQue
6 	 John McLean
7 	 Malcolm McVean
8 	 Jimmy Ross
9 	 Thomas Bradshaw
10 	 David Hannah
11 	 John Drummond
| 1894. november 24. |

| Sunderland AFC | 3-2 | Liverpool FC                        |
| -------------- | --- | ----------------------------------- |
| ?              |     | 35' Malcolm McVean 45' David Hannah |

| Newcastle Road, Sunderland (Anglia) Nézőszám: 5000 |

Felállás: 1  	 Matt McQueen
2 	 John Curran
3 	 Duncan McLean
4 	 John McCartney
5 	 Joe McQue
6 	 John McLean
7 	 Malcolm McVean
8 	 Jimmy Ross
9 	 Thomas Bradshaw
10 	 David Hannah
11 	 John Drummond
| 1894. december 1. |

| Liverpool FC                       | 3-3 | Wolverhampton Wanderers FC |
| ---------------------------------- | --- | -------------------------- |
| Thomas Bradshaw Malcolm McVean 80' |     | ?                          |

| Anfield Stadion, Liverpool (Anglia) Nézőszám: 7000 |

Felállás: 1  	 Matt McQueen
2 	 Andrew Hannah
3 	 Duncan McLean
4 	 John McCartney
5 	 Joe McQue
6 	 John McLean
7 	 Malcolm McVean
8 	 Jimmy Ross
9 	 Thomas Bradshaw
10 	 David Hannah
11 	 Hugh McQueen
| 1894. december 8. |

| Sheffield United FC | 2-2 | Liverpool FC           |
| ------------------- | --- | ---------------------- |
| ?                   |     | 5' 65' Thomas Bradshaw |

| Bramall Lane, Sheffield (Anglia) Nézőszám: 8000 |

Felállás: 1  	 Matt McQueen
2 	 John Curran
3 	 Duncan McLean
4 	 John McCartney
5 	 Joe McQue
6 	 John McLean
7 	 Malcolm McVean
8 	 Jimmy Ross
9 	 Thomas Bradshaw
10 	 David Hannah
11 	 John Drummond
| 1894. december 15. |

| Liverpool FC                     | 3-1 | Small Heath |
| -------------------------------- | --- | ----------- |
| Thomas Bradshaw David Hannah 50' |     | ?           |

| Anfield Stadion, Liverpool (Anglia) Nézőszám: 7000 |

Felállás: 1  	 Matt McQueen
2 	 John Curran
3 	 Duncan McLean
4 	 John McCartney
5 	 Joe McQue
6 	 John McLean
7 	 Malcolm McVean
8 	 Jimmy Ross
9 	 Thomas Bradshaw
10 	 David Hannah
11 	 John Drummond
| 1894. december 25. |

| Bolton Wanderers FC | 1-0 | Liverpool FC |
| ------------------- | --- | ------------ |
| ?                   |     |              |

| Pikes Lane, Bolton (Anglia) Nézőszám: 8000 |

Felállás: 1  	 Matt McQueen
2 	 John Curran
3 	 Duncan McLean
4 	 John McCartney
5 	 Joe McQue
6 	 John McLean
7 	 Malcolm McVean
8 	 Jimmy Ross
9 	 Thomas Bradshaw
10 	 David Hannah
11 	 John Drummond
| 1894. december 29. |

| Small Heath | 3-0 | Liverpool FC |
| ----------- | --- | ------------ |
| ?           |     |              |

| Muntz Street, Birmingham (Anglia) Nézőszám: 5000 |

Felállás: 1  	 Matt McQueen
2 	 John Curran
3 	 James Cameron
4 	 John McCartney
5 	 Joe McQue
6 	 John McLean
7 	 Malcolm McVean
8 	 Jimmy Ross
9 	 Thomas Bradshaw
10 	 David Hannah
11 	 John Drummond
| 1895. január 1. |

| Liverpool FC                                            | 4-0   | West Bromwich Albion FC |
| ------------------------------------------------------- | ----- | ----------------------- |
| Thomas Bradshaw 57' 76' Jimmy Ross 81' David Hannah 84' | (0-0) |                         |

| Anfield Stadion, Liverpool (Anglia) Nézőszám: 12000 |

Felállás: 1  	 William McCann
2 	 Andrew Hannah
3 	 Matt McQueen
4 	 John McCartney
5 	 Joe McQue
6 	 John McLean
7 	 Malcolm McVean
8 	 Jimmy Ross
9 	 Thomas Bradshaw
10 	 David Hannah
11 	 John Drummond
| 1895. január 5. |

| The Wednesday | 5-0 | Liverpool FC |
| ------------- | --- | ------------ |
| ?             |     |              |

| Olive Grove, Sheffield (Anglia) Nézőszám: 10000 |

Felállás: 1  	 William McCann
2 	 Andrew Hannah
3 	 Matt McQueen
4 	 John McCartney
5 	 Joe McQue
6 	 John McLean
7 	 Neil Kerr
8 	 Jimmy Ross
9 	 Malcolm McVean
10 	 David Hannah
11 	 Thomas Bradshaw
| 1895. január 9. |

| Derby County FC | 0-1   | Liverpool FC   |
| --------------- | ----- | -------------- |
|                 | (0-1) | 44' Jimmy Ross |

| County Ground, Derby (Anglia) Nézőszám: 6000 |

Felállás: 1  	 Matt McQueen
2 	 John Curran
3 	 Duncan McLean
4 	 John McCartney
5 	 Joe McQue
6 	 John McLean
7 	 Malcolm McVean
8 	 Jimmy Ross
9 	 Thomas Bradshaw
10 	 David Hannah
11 	 John Drummond
| 1895. január 12. |

| Liverpool FC                                                         | 5-0   | Nottingham Forest FC |
| -------------------------------------------------------------------- | ----- | -------------------- |
| Malcolm McVean 17' 20' Jimmy Ross 44' Joe McQue 65' David Hannah 87' | (3-0) |                      |

| Anfield Stadion, Liverpool (Anglia) Nézőszám: 5000 |

Felállás: 1  	 Matt McQueen
2 	 John Curran
3 	 Duncan McLean
4 	 John McCartney
5 	 Joe McQue
6 	 John McLean
7 	 Malcolm McVean
8 	 Jimmy Ross
9 	 Thomas Bradshaw
10 	 David Hannah
11 	 John Drummond
| 1895. március 2. |

| Liverpool FC                                             | 5-1 | Derby County FC |
| -------------------------------------------------------- | --- | --------------- |
| Thomas Bradshaw 5' Neil Kerr 20' David Hannah Jimmy Ross |     | ?               |

| Anfield Stadion, Liverpool (Anglia) Nézőszám: 12000 |

Felállás: 1  	 Matt McQueen
2 	 John Curran
3 	 Duncan McLean
4 	 John McCartney
5 	 Joe McQue
6 	 John McLean
7 	 Neil Kerr
8 	 Jimmy Ross
9 	 Thomas Bradshaw
10 	 David Hannah
11 	 Malcolm McVean
| 1895. március 25. |

| Liverpool FC                | 2-3 | Sunderland AFC |
| --------------------------- | --- | -------------- |
| Frank Becton Jimmy Ross 45' |     | ?              |

| Anfield Stadion, Liverpool (Anglia) Nézőszám: 20000 |

Felállás: 1  	 Matt McQueen
2 	 John Curran
3 	 Billy Dunlop
4 	 John McCartney
5 	 Joe McQue
6 	 John McLean
7 	 Neil Kerr
8 	 Jimmy Ross
9 	 Thomas Bradshaw
10 	 David Hannah
11 	 Frank Becton
| 1895. március 30. |

| Liverpool FC                 | 4-2 | The Wednesday |
| ---------------------------- | --- | ------------- |
| Frank Becton Thomas Bradshaw |     | ?             |

| Anfield Stadion, Liverpool (Anglia) Nézőszám: 6000 |

Felállás: 1  	 Matt McQueen
2 	 John Curran
3 	 Duncan McLean
4 	 John McCartney
5 	 Joe McQue
6 	 John McLean
7 	 Neil Kerr
8 	 Jimmy Ross
9 	 Thomas Bradshaw
10 	 David Hannah
11 	 Frank Becton
| 1895. április 6. |

| Nottingham Forest FC | 3-0 | Liverpool FC |
| -------------------- | --- | ------------ |
| ?                    |     |              |

| Town Ground, Nottingham (Anglia) Nézőszám: 4000 |

Felállás: 1  	 Matt McQueen
2 	 John Curran
3 	 Billy Dunlop
4 	 John McCartney
5 	 Joe McQue
6 	 John McLean
7 	 Frank Becton
8 	 Jimmy Ross
9 	 Thomas Bradshaw
10 	 David Hannah
11 	 John Drummond
| 1895. április 12. |

| Preston North End FC | 2-2 | Liverpool FC                    |
| -------------------- | --- | ------------------------------- |
| ?                    |     | 47' Jimmy Ross 75' Frank Becton |

| Deepdale, Preston (Anglia) Nézőszám: 10000 |

Felállás: 1  	 Matt McQueen
2 	 John Curran
3 	 Duncan McLean
4 	 Billy Dunlop
5 	 Joe McQue
6 	 John McLean
7 	 Malcolm McVean
8 	 Jimmy Ross
9 	 David Hannah
10 	 Frank Becton
11 	 Thomas Bradshaw
| 1895. április 20. |

| Liverpool FC            | 2-5 | Preston North End FC |
| ----------------------- | --- | -------------------- |
| Thomas Bradshaw 12' 84' |     | ?                    |

| Anfield Stadion, Liverpool (Anglia) Nézőszám: 20000 |

Felállás: 1  	 Matt McQueen
2 	 John Curran
3 	 Duncan McLean
4 	 Billy Dunlop
5 	 Joe McQue
6 	 John McLean
7 	 Malcolm McVean
8 	 Jimmy Ross
9 	 Thomas Bradshaw
10 	 Frank Becton
11 	 Hugh McQueen

#### Rájátszás
| 1895. április 27. |

| Bury FC                  | 1-0 | Liverpool FC |
| ------------------------ | --- | ------------ |
| ? Archie Montgomery (GK) |     |              |

| Ewood Park, Blackburn (Anglia) Nézőszám: 5000 |

Felállás: 1  	 John Whitehead
2 	 Matt McQueen
3 	 Billy Dunlop
4 	 John McLean
5 	 Robert Neill
6 	 John Curran
7 	 Malcolm McVean
8 	 Jimmy Ross
9 	 Thomas Bradshaw
10 	 James Cleland
11 	 John Drummond

## FA Kupa
Első forduló:
| 1895. február 2. |

| Barnsley St Peters | 1-1 | Liverpool FC                       |
| ------------------ | --- | ---------------------------------- |
| ?                  |     | 25' Malcolm McVean 113' Jimmy Ross |

| Oakwell, Barnsley (Anglia) Nézőszám: 4000 |

Felállás: 1  	 Matt McQueen
2 	 John Curran
3 	 Duncan McLean
4 	 John McCartney
5 	 Joe McQue
6 	 John McLean
7 	 Malcolm McVean
8 	 Jimmy Ross
9 	 Thomas Bradshaw
10 	 David Hannah
11 	 John Drummond
Első forduló (újrajátszás):
| 1895. február 11. |

| Liverpool FC                                                              | 4-0   | Barnsley St Peters |
| ------------------------------------------------------------------------- | ----- | ------------------ |
| Thomas Bradshaw 15' John Drummond 40' Malcolm McVean 42' Hugh McQueen 60' | (3-0) |                    |

| Anfield Stadion, Liverpool (Anglia) Nézőszám: 4000 |

Felállás: 1  	 William McCann
2 	 John Curran
3 	 Matt McQueen
4 	 John McCartney
5 	 Joe McQue
6 	 John McLean
7 	 Malcolm McVean
8 	 Jimmy Ross
9 	 Thomas Bradshaw
10 	 John Drummond
11 	 Hugh McQueen
Második forduló:
| 1895. február 16. |

| Liverpool FC | 0-2 | Nottingham Forest FC |
| ------------ | --- | -------------------- |
|              |     | ?                    |

| Anfield Stadion, Liverpool (Anglia) Nézőszám: 5000 |

Felállás: 1  	 William McCann
2 	 John Curran
3 	 Duncan McLean
4 	 John McCartney
5 	 Joe McQue
6 	 Matt McQueen
7 	 Malcolm McVean
8 	 Jimmy Ross
9 	 Thomas Bradshaw
10 	 John Drummond
11 	 Hugh McQueen
A Liverpool FC kiesett az FA Kupából.

## Statisztikák

### Pályára lépések
Összesen 26 játékos lépett pályára a Liverpoolban az idény során.
| Név             | Bajnokság | FA Kupa | Rájátszás | Összesen |
| --------------- | --------- | ------- | --------- | -------- |
| Thomas Bradshaw | 30        | 3       | 1         | 34       |
| Joe McQue       | 29        | 3       | 0         | 32       |
| John McCartney  | 28        | 3       | 0         | 31       |
| Jimmy Ross      | 27        | 3       | 1         | 31       |
| Matt McQueen    | 23        | 3       | 1         | 27       |
| Duncan McLean   | 24        | 2       | 0         | 26       |
| Malcolm McVean  | 20        | 3       | 1         | 24       |
| John McLean     | 18        | 2       | 1         | 21       |
| David Hannah    | 17        | 1       | 0         | 18       |
| John Curran     | 14        | 3       | 1         | 18       |
| John Drummond   | 14        | 3       | 1         | 18       |
| William McCann  | 15        | 2       | 0         | 17       |
| Andrew Hannah   | 16        | 0       | 0         | 16       |
| Hugh McQueen    | 12        | 2       | 0         | 14       |
| Neil Kerr       | 12        | 0       | 0         | 12       |
| James McBride   | 5         | 0       | 0         | 5        |
| Frank Becton    | 5         | 0       | 0         | 5        |
| Billy Dunlop    | 4         | 0       | 1         | 5        |
| John Givens     | 5         | 0       | 0         | 5        |
| Patrick Gordon  | 5         | 0       | 0         | 5        |
| James Cameron   | 4         | 0       | 0         | 4        |
| Hugh Henderson  | 2         | 0       | 0         | 2        |
| James Cleland   | 0         | 0       | 1         | 1        |
| Robert Neill    | 0         | 0       | 1         | 1        |
| John Whitehead  | 0         | 0       | 1         | 1        |
| Arthur Worgan   | 1         | 0       | 0         | 1        |

### Gólszerzők
Összesen 10 játékos szerzett gólt a Liverpoolban az idény tétmérkőzésein.
| Név             | Bajnokság | FA Kupa | Rájátszás | Összesen |
| --------------- | --------- | ------- | --------- | -------- |
| Thomas Bradshaw | 17        | 1       | 0         | 18       |
| Jimmy Ross      | 12        | 1       | 0         | 13       |
| Malcolm McVean  | 5         | 2       | 0         | 7        |
| David Hannah    | 6         | 0       | 0         | 6        |
| Frank Becton    | 4         | 0       | 0         | 4        |
| Hugh McQueen    | 2         | 1       | 0         | 3        |
| Neil Kerr       | 3         | 0       | 0         | 3        |
| Joe McQue       | 1         | 0       | 0         | 1        |
| John Drummond   | 0         | 1       | 0         | 1        |
| Patrick Gordon  | 1         | 0       | 0         | 1        |

## Egyéb mérkőzések
| Dátum              | Hazai               | Eredmény | Vendég               | Stadion         | Kiírás          |
| ------------------ | ------------------- | -------- | -------------------- | --------------- | --------------- |
| 1894. október 22.  | Liverpool FC        | 1-5      | Preston North End FC | Anfield Stadion | barátságos      |
| 1894. november 27. | Darwen FC           | 4-3      | Liverpool FC         | Barley Bank     | barátságos      |
| 1894. december 26. | Everton FC          | 2-1      | Liverpool FC         | Goodison Park   | barátságos      |
| 1895. január 26.   | Newton Heath        | 3-0      | Liverpool FC         | Bank Street     | Palatine League |
| 1895. február 23.  | Corinthians FC      | 5-2      | Liverpool FC         | Leyton          | barátságos      |
| 1895. február 25.  | Woolwich Arsenal    | 4-3      | Liverpool FC         | Manor Ground    | barátságos      |
| 1895. március 16.  | Liverpool FC        | 1-1      | Newton Heath         | Anfield Stadion | Palatine League |
| 1895. április 1.   | Bolton Wanderers FC | 7-2      | Liverpool FC         | Pikes Lane      | Palatine League |
| 1895. április 13.  | Liverpool FC        | 2-2      | Corinthians FC       | Anfield Stadion | barátságos      |
| 1895. április 15.  | Liverpool FC        | 1-1      | Everton FC           | Anfield Stadion | barátságos      |
| 1895. április 23.  | Liverpool FC        | 0-1      | Hearts FC            | Anfield Stadion | barátságos      |